# 宋一鶴
宋一鹤（？—1643年），號鶴峰，順天宛平人。

## 生平
明末诸生，见天下大乱，開始研究兵法。崇禎三年（1630年）庚午科鄉試中舉人，授教諭。曾任丘縣知縣，承天知縣，有政声。巡按御史禹好善薦任兵部員外郎，不久拔擢為天津兵備僉事，十三年（1640年）改飭汝南兵備，駐守信陽，屢破流賊黃三耀、劉喜才。調守鄖陽。後代替方孔炤巡撫湖廣。宋一鹤参见总督杨嗣昌時，因为杨父名鹤，为避讳，在名帖上写“宋一鳥”，見者大笑。因功高為人所忌，御史卫周胤上疏醜詆一鶴。
左良玉前往漢口，路過承天府，因兵饑向宋一鹤请饷，巡按李振聲稱“左兵太多，何以给之？”。宋一鹤遂闭门不纳，左良玉縱兵劫掠而去。崇祯十六年（1643年）正月初一日，李自成攻承天府，“知府開門迎賊”，宋一鹤“下城巷戰，揮刃擊殺數賊死”，後自刎死，李振声被俘，总兵钱中选战死。